# Lualaba-Kasaï
Lualaba-Kasaï var ett distrikt i Kongostaten och Belgiska Kongo. Distriktet bildades 1895 genom sammanslagning av Lualaba och Kasaï. I en serie reformer 1910–1912 delades det upp i Kasaï, Sankuru, Lualaba och Lomami, de två senare delvis.
I huvudorten Lusambo fanns territoriell domstol, militärdomstol, folkbokföringskontor, postkontor, notariat, medicinsk station, jordbruksanläggningen Lacourt och faktorier. Andra orter i distriktet var Luluabourg, med territoriell domstol, folkbokföringskontor, katolsk mission och faktorier, Luebo, med folkbokföringskontor, protestantisk mission och faktorier, Galikoko, huvudstation för Société des Produits végétaux, Inkongu, med protestantisk mission och faktorier, Saint-Trudon, med katolsk mission, Bena-Bendi, med postkontor, Bena-Dibele med flera.